# Poloxamer

Obecný strukturní vzorec poloxamerů
a = 2–130, b = 15–67

Poloxamery jsou neiontové třísložkové kopolymery, složené z hydrofobního polypropylenglykolového řetězce, na který jsou po obou stranách navázány hydrofilní řetězce tvořené polyethylenglykolem.
Jelikož lze vytvořit poloxamery s přesně daným složením, tak je možné získat různé produkty s mírně odlišnými vlastnostmi. Tyto látky se označují písmenem P (jako poloxamer) a trojčíslím, kde první dvě číslice násobené 100 představují přibližnou molekulovou hmotnost polypropylenglykolového jádra a třetí číslice vynásobená představuje podíl polyethylenoxidu v procentech; například u poloxameru 407 naznačuje číselné označení, že látka má molekulovou hmotnost polypropylenglykolového jádra kolem 4 000 g/mol a obsah polyethylenoxidu kolem 70 %.

## Tvorba micel
Při nízkých teplotách a konhcentracích nepřevyšujících mezní micelární koncentraci se v roztoku nacházejí jednotlivé molekuly kopolymerů (unimery), při jejich překročení se shlukují a dochází k micelizaci. Toto shlukování je způsobeno dehydratací polypropylenglykolových jednotek, jejichž rozpustnost s nárůstem teploty nebo koncentrace polymeru rychle klesá; shlukováním dochází k omezení interakcí těchto bloků s rozpouštědlem. To znamená, že vnitřní části shluků tvoří nerozpustný polypropylenglykol a na jejich povrchu se nachází polyethylenglykol.
Rovnovážný stav micelizace je závislý jednak na výměně unimerů mezi micelami a roztokem (probíhající řádově několik mikrosekund), tak i na mnohem pomalejší (trvající milisekundy) tvorbě a zániku samotných micel.
Micely mohou mít kromě kulovitého i protáhlý tvar; konkrétní tvar je závislý na entropii jejich natažení, která je zase ovlivňována složením příslušných poloxamerů (molekulovou hmotností a poměrem polyethylenglykol/polypropylenglykol).

## Použití
Vzhledem k tomu, že molekuly poloxamerů mají hydrofilní i hydrofobní vlsatnosti, tak se využívají jako tenzidy, mohou sloužit ke zvýšení rozpustnosti hydrofobních látek, případně zlepšovat mísitelnost dvou rozdílně hydrofobních kapalin. Díky těmto vlastmnostem nacházejí využití v průmyslu, lécích a kosmetických přípravcích.
V materiálovém inženýrství se poloxamer P123 používá na výrobu mezoporézních materiálů, jako je například SBA-15.
Koncentrované vodné roztoky poloxamerů mohou vytvářet hydrogely, které mohou sloužit jako nosiče dalších látek.